# Mediadico
 (juillet 2008).
Si vous disposez d'ouvrages ou d'articles de référence ou si vous connaissez des sites web de qualité traitant du thème abordé ici, merci de compléter l'article en donnant les références utiles à sa vérifiabilité et en les liant à la section « Notes et références ».
Mediadico est une entreprise spécialisée dans l’édition numérique de dictionnaires.

## Histoire
L’histoire de Mediadico commence en 1987 avec l’ouverture du 3615 DICO, le premier service de dictionnaire en ligne accessible par des millions de personnes. Puis en 1993 Mediadico lance son premier CD-ROM, il regroupe neuf dictionnaires dans une seule interface. Depuis 2001 les CD-Rom Mediadico sont édités et diffusés par la société Micro Application.
Le premier dictionnaire Mediadico pour Internet est mis en ligne en 1994 sur le portail France Pratique. À partir de 2001 Mediadico a réalisé plusieurs partenariats avec de grands portails (AOL, TV5, Free…) pour leur permettre de proposer un service de dictionnaires à leurs utilisateurs. Depuis 2003 les dictionnaires Mediadico sont accessibles sur les téléphones mobiles Wap à travers l’offre Gallery (Orange, SFR, Bouygues Telecom) et sur les téléphones i-mode (Bouygues Telecom). En 2005 Mediadico a développé une offre à destination des professionnels qui peut être installée sur les intranets des entreprises et des administrations. Depuis 2006 et la version 1.5 de Firefox, Mozilla Europe a choisi d'intégrer par défaut l'extension du dictionnaire Mediadico dans le champ de recherche du navigateur Firefox francophone.